# Kouadiokro
Kouadiokro  est une localité de l'est de la Côte d'Ivoire et appartenant au département de Bongouanou, Région du N'zi-Comoé. La localité de Kouadiokro est un chef-lieu de commune.